# Jan Erik Vold
Jan Erik Vold (Oslo, 18 d'octubre de 1939) és un poeta noruec, vocalista de jazz, traductor i autor. Fou un membre de la generació Profil, el cercle de la literatura noruega creat entorn de la revista literària del mateix nom. Ha estat capaç d'influir en la gent gràcies a la seva poesia i a la seva visió política. En el camp de la poesia ha estat un renovador del discurs poètic noruec. Actualment viu a Estocolm on es dedica al periodisme, juntament amb el seu fill Ragnar Vold.

## Carrera
Ha obtingut nombrosos premis, inclòs el Tarjei Vesaas' debutantpris el 1965 amb la seva obra de debut Mellom speil og speil; el Gyldendal's Endowment el 1968; l'Aschehoug Prize el 1981; el Brage Prize de poesia el 1993 i l'Honorary Award el 1997; el Gyldendal Prize el 2000; l'Ambolt Prize el 2004; i fou nominat per al Premi literari del Consell Nòrdic el 1979 i el 1999. La Universitat d'Oslo li va concedir el títol de Doctor Honoris Causa l'any 2000.

## Obra

### Poesia
- 1965 mellom speil og speil (Gyldendal, Oslo)
- 1966 HEKT (Gyldendal, Oslo)
- 1966 blikket (Kommet Forlag, Oslo)
- 1967 Svingstang (eget opptrykk i 700 eksemplarer)
- 1968 Mor Godhjertas glade versjon. Ja (Gyldendal, Oslo)
- 1969 Bo på Briskeby blues (Gyldendal, Oslo)
- 1969 kykelipi (Gyldendal, Oslo)
- 1970 Spor, snø (Gyldendal, Oslo)
- 1970 Bok 8: LIV (Gyldendal, Oslo)
- 1978 S (Gyldendal, Oslo)
- 1979 sirkel sirkel: boken om prins Adrians reise (Gyldendal, Oslo)
- 1987 Sorgen. Sangen. Veien (Gyldendal, Oslo)
- 1988 En som het Abel Ek (Gyldendal, Oslo)
- 1989 Elg (Gyldendal, Oslo)
- 1993 IKKE : skillingstrykk fra nittitallet (Gyldendal, Oslo)
- 1993 En sirkel is (Gyldendal, Oslo)
- 1995 Kalenderdikt (Gyldendal, Oslo)
- 1997 Ikke (amb il·lustracions de Steffen Kverneland) (Samlaget, Oslo)
- 2000 I vektens tegn : 777 dikt, antologia
- 2002 Tolv meditasjoner (Gyldendal, Oslo)
- 2003 Diktet minner om verden (Kommet Forlag, Oslo)
- 2004 Drømmemakeren sa (Gyldendal, Oslo)
- 2011 Store hvite bok å se (Gyldendal, Oslo)

### Prosa
- 1967 fra rom til rom : SAD & CRAZY (Gyldendal, Oslo)
- 1976 BusteR BrenneR (Gyldendal, Oslo)